# Кастронно
Кастронно (итал. Castronno) — коммуна в Италии, располагается в провинции Варесе области Ломбардия.
Население составляет 5125 человек (на 2004 г.), плотность населения составляет 1283 чел./км². Занимает площадь 3,74 км². Почтовый индекс — 21040. Телефонный код — 0332.
Покровителями коммуны почитаются святые Назарий и Цельсий.